# Kuvšinovo
Kuvšinovo' (in russo Кувшиново?) è una città della Russia europea centrale, appartenente all'oblast' di Tver'; è il capoluogo del rajon Kuvšinovskij e sorge sulle rive del fiume Osuga a 120 chilometri di distanza da Tver'
Citata in documento del 1624, l'insediamento odierno fu fondato nel 1910, ottenne lo status di città nel 1934.